# Aboubacar Kone
Aboubacar Tigre Kone (Gagnoa, 28 maart 2001) is een Belgisch-Ivoriaans voetballer die sinds 2019 uitkomt voor Al-Fujairah SC. Kone is een verdediger.

## Carrière
Kone komt sinds 2019 uit voor Al-Fujairah SC. In zijn eerste seizoen speelde hij tien officiële wedstrijden bij het eerste elftal van de club.

## Clubstatistieken
| Seizoen         | Club            | Land                                  | Competitie              | Competitie | Competitie | Beker | Beker | Supercup | Supercup | Internationaal | Internationaal | Totaal | Totaal |
| Seizoen         | Club            | Land                                  | Competitie              | Wed.       | Dlp.       | Wed.  | Dlp.  | Wed.     | Dlp.     | Wed.           | Dlp.           | Wed.   | Dlp.   |
| --------------- | --------------- | ------------------------------------- | ----------------------- | ---------- | ---------- | ----- | ----- | -------- | -------- | -------------- | -------------- | ------ | ------ |
| 2019/20         | Al-Fujairah SC  | Vlag van Verenigde Arabische Emiraten | UAE Arabian Gulf League | 8          | 0          | 2     | 0     | —        | —        | —              | —              | 10     | 0      |
| 2020/21         | Al-Fujairah SC  | Vlag van Verenigde Arabische Emiraten | UAE Arabian Gulf League | 0          | 0          | 0     | 0     | —        | —        | —              | —              | 0      | 0      |
| Carrière totaal | Carrière totaal | Carrière totaal                       | Carrière totaal         | 8          | 0          | 2     | 0     | 0        | 0        | 0              | 0              | 10     | 0      |

Bijgewerkt op 23 december 2020.